# بیلی (آلیه)
بیلی (به فرانسوی: Billy) یک کمون در فرانسه است که در canton of Saint-Pourçain-sur-Sioule واقع شده‌است. بیلی ۱۰٫۲۲ کیلومتر مربع مساحت دارد ۲۲۰ متر بالاتر از سطح دریا واقع شده‌است.